# Rigatoni
Les rigatoni sont des pâtes alimentaires en forme de tubes striés, plus grands que les penne et que les ziti. Ils peuvent être légèrement courbes. À l’instar des ziti et contrairement aux penne, l’extrémité est coupée droite et non pas en biais.
Leur nom vient de l’italien rigati, qui signifie en français « striés ». Ils sont associés à la cuisine de l’Italie centrale et du sud.
On peut les utiliser dans le minestrone.